# Диль (река)
Диль (Де́йле) (нидерл. Dijle, фр. Dyle, валлон. Tîle) — бельгийская река, протекающая через провинции Валлонский Брабант, Фламандский Брабант и Антверпен. Длина реки — 86 км. Река судоходна между впадением в неё Демера и шлюзом у Мехелена. Длина судоходной части — 22,640 метра.
Притоками Диля являются Тиль, Трэн, Нетэн, Лан, Эйсе, Вур, Демер и Сенна. Диль впадает в Рюпел у Рюмста, в свою очередь, впадающий в Шельду. Значимые города на Диле (от истока к устью): Оттиньи, Вавр, Лёвен и Мехелен.

## Галерея

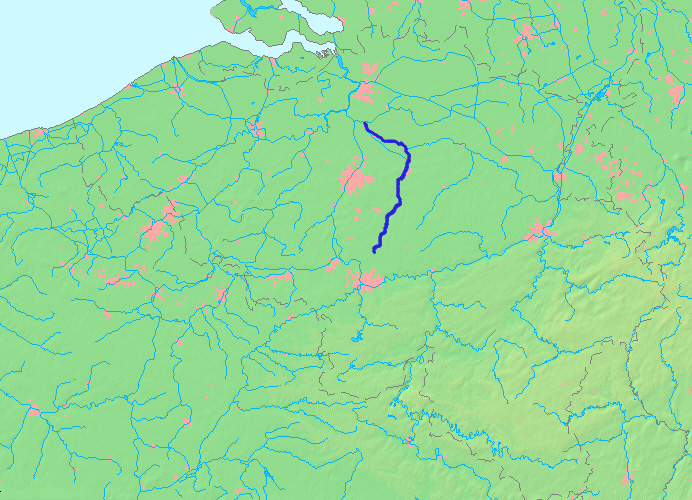
Диль на карте речной сети Бельгии
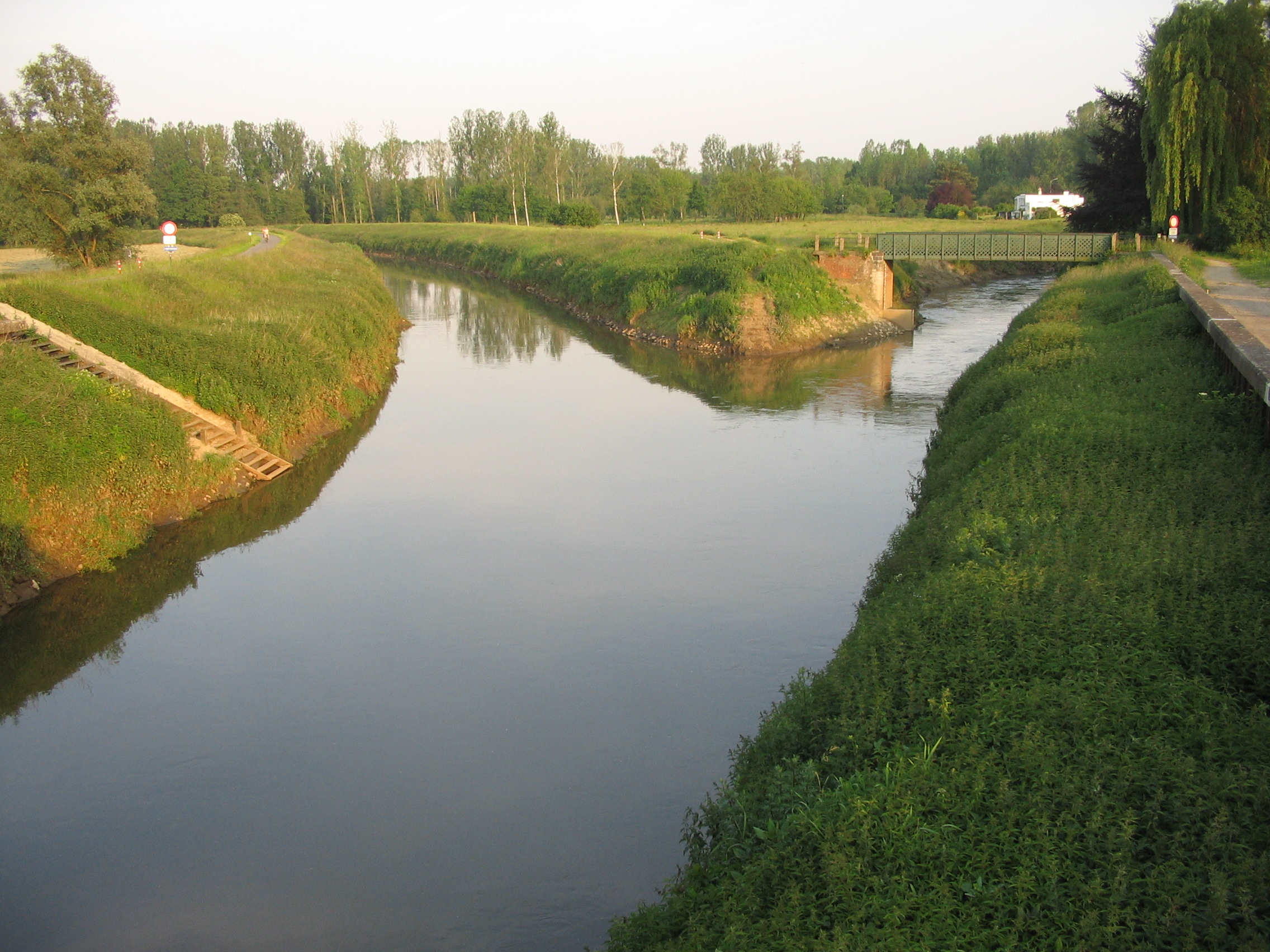
Впадение Демера (слева) в Диль (справа)
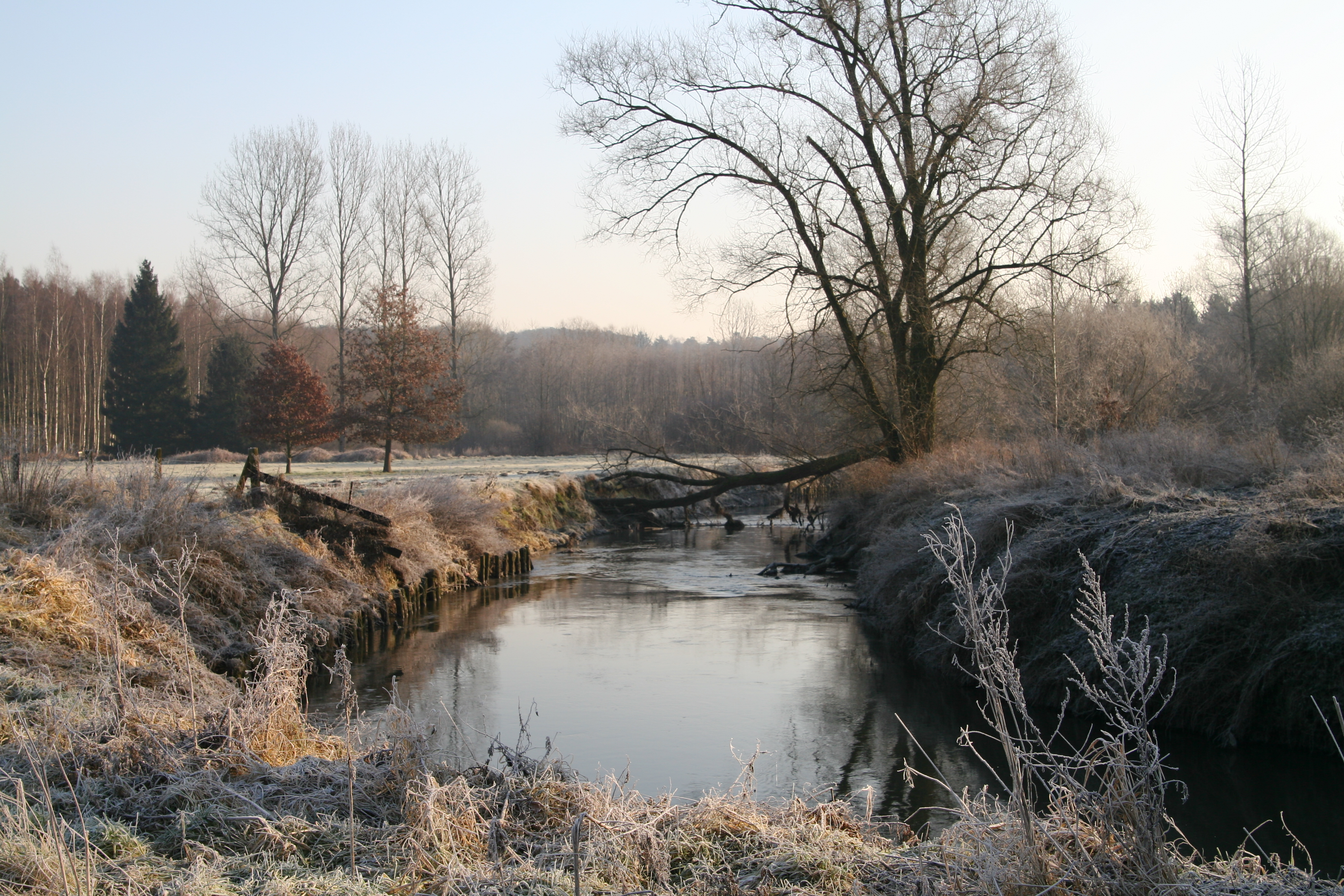
Диль у Синт-Йорис-Верта